# Frisk Software
Frisk Software International – przedsiębiorstwo założone w 1993 roku na Islandii przez Friðrik Skúlason, specjalizujące się w produkcji oprogramowania antywirusowego. Siedziba mieściła się w Reykjavíku. Frisk Software stworzyła i rozwijała swoje dwa produkty: program antywirusowy F-Prot Antivirus niewspierany od sierpnia 2021 oraz połączony z antywirusem program antyspamowy F-Prot AVES. Program F-Prot Antivirus dostępny był w wersjach przeznaczonych do kilku platform systemowych, w tym Windows, Linux oraz Solaris. Program genealogiczny „Espólin” i „Púki” jako moduł do sprawdzania pisowni także wyprodukowała firma "Frisk Software". Oprócz tego firma oferowała usługę F-Prot Alert Service, w ramach której użytkownik mógł otrzymywać pocztą e-mail najnowsze informacje o zagrożeniach internetowych. Firma posiadała wiele przedstawicielstw handlowych na świecie, w tym także w Polsce. W 2012 została przejęta przez firmę Commtouch nazwana później Cyren, a w 2023 firma Varist we współpracy z firmą OK, wiodącym dostawcą usług IT w Islandii nabyła od firmy Cyren aktywa biznesowe.